# Justice (band)
 For alternative betydninger, se Justice. (Se også artikler, som begynder med Justice)
Justice (stiliseret Jus†ice) er en fransk musikduo, bestående af Gaspard Augé (født 21. maj 1979) og Xavier de Rosnay (født 2. juli 1982). De er det mest succesfulde navn hos Ed Banger Records og har været nomineret til fire Grammy-priser, hvoraf de har vundet en, i 2009.
Deres debutalbum, †, blev udgivet i juni 2007 og blev straks hyldet til skyerne af diverse medier, og † medførte da også en Grammynomination i kategorien Grammy Award for Best Electronic/Dance Album. Pitchfork Media placerede † som #15 på deres liste over de bedste 50 albummer i 2007; Blender inkluderede dem som nummer 18 på deres liste over de bedste 25 albummer i 2007.
Justices turné A Cross the Universe blev skildret i en dokumentar af Roman Gravas og So-Me. Materialet er en sammenklipning af to års intens turné i USA og Canada.
Justice vandt den første Grammy i 2009 da deres remix af MGMT's Electric Feel tog Grammy-prisen for Best Remixed Recording, Non-Classical.
I oktober 2011 udkom Justice med deres andet studiealbum Audio, Video, Disco.
November 2016 udgav Justice albummet "Woman".
Både A Cross the Universe og Access All Arena er begge liveoptagelser som er blevet til livealbummer. 

## Diskografi
| Titel                | Udgivelsesdato    | Pladeselskab                      |
| †                    | 11. juni 2007     | Downtown/Ed Banger, Because Music |
| A Cross the Universe | 9. december 2008  | Atlantic                          |
| Audio, Video, Disco  | 24. oktober 2011  | Elektra/Ed Banger                 |
| Access All Arena     | 7. maj 2013       | Elektra/Ed Banger                 |
| Woman                | 18. november 2016 | Ed Banger                         |
| Hyperdrama           | 26. april 2024    | Ed Banger                         |

Singler
| Titel                 | År   | Album               |
| --------------------- | ---- | ------------------- |
| "Waters of Nazareth"  | 2005 | †                   |
| "D.A.N.C.E"           | 2007 | †                   |
| "DVNO"                | 2007 | †                   |
| "Phantom"             | 2007 | †                   |
| "TTHHEE PPAARRTTYY"   | 2009 | †                   |
| "Civilization"        | 2011 | Audio, Video, Disco |
| "Audio, Video, Disco" | 2011 | Audio, Video, Disco |
| "On'n'On"             | 2012 | Audio, Video, Disco |
| "New Lands"           | 2012 | Audio, Video, Disco |
| "Helix"               | 2013 | Audio, Video, Disco |
| "Safe And Sound"      | 2016 | Woman               |
| "Randy"               | 2016 | Woman               |
| "Alakazam !"          | 2016 | Woman               |